# Braian Galván
Braian Alejandro Galván (San Miguel de Tucumán, Argentina; 6 de octubre de 2000) es un futbolista argentino. Juega de extremo y su equipo actual es el Panserraikos, de la Superliga de Grecia.

## Trayectoria
Tras pasar uno meses en las inferiores de Independiente, gracias a recomendación de Ricardo Enrique Bochini, Galván se unió a las juveniles de Colón en 2013 y debutó profesionalmente en diciembre de 2017 ante Talleres por la Primera división de Argentina.
El 23 de marzo de 2019, Galván sufrió una rotura de ligamento cruzado en la pierda derecha, que lo dejó fuera de las canchas cuando ya llevaba 5 partidos en primera. El 23 de noviembre de 2019, anotó su primer gol como profesional, el que fue el gol de la victoria por 3-2 a Estudiantes.
El 16 de enero de 2020 se une al Colorado Rapids, de la Major League Soccer, en condición de agente libre.

## Selección nacional
En 2018, Galván fue citado como sparring a la selección de Argentina durante la Copa del Mundo de 2018 junto a su compañero de club Tomás Chancalay.

## Estadísticas

### Clubes
Actualizado de acuerdo al último partido jugado el 10 de mayo de 2025.
| Club                           | Div.          | Temporada     | Liga  | Liga  | Liga   | Copas nacionales | Copas nacionales | Copas nacionales | Copas internacionales | Copas internacionales | Copas internacionales | Total | Total | Total  |
| Club                           | Div.          | Temporada     | Part. | Goles | Asist. | Part.            | Goles            | Asist.           | Part.                 | Goles                 | Asist.                | Part. | Goles | Asist. |
| ------------------------------ | ------------- | ------------- | ----- | ----- | ------ | ---------------- | ---------------- | ---------------- | --------------------- | --------------------- | --------------------- | ----- | ----- | ------ |
| C. A. Colón Argentina          | 1.ª           | 2017-18       | 1     | 0     | 0      | 1                | 0                | 0                | —                     | —                     | —                     | 2     | 0     | 0      |
| C. A. Colón Argentina          | 1.ª           | 2018-19       | 3     | 0     | 0      | —                | —                | —                | —                     | —                     | —                     | 3     | 0     | 0      |
| C. A. Colón Argentina          | 1.ª           | 2019-20       | 5     | 1     | 0      | —                | —                | —                | —                     | —                     | —                     | 5     | 1     | 0      |
| C. A. Colón Argentina          | Total club    | Total club    | 9     | 1     | 0      | 1                | 0                | 0                | 0                     | 0                     | 0                     | 10    | 1     | 0      |
| Colorado Rapids Estados Unidos | 1.ª           | 2020          | 10    | 1     | 1      | —                | —                | —                | —                     | —                     | —                     | 10    | 1     | 1      |
| Colorado Rapids Estados Unidos | 1.ª           | 2021          | 25    | 2     | 3      | —                | —                | —                | —                     | —                     | —                     | 25    | 2     | 3      |
| Colorado Rapids Estados Unidos | 1.ª           | 2022          | —     | —     | —      | —                | —                | —                | —                     | —                     | —                     | 0     | 0     | 0      |
| Colorado Rapids Estados Unidos | 1.ª           | 2023          | 20    | 1     | 0      | 2                | 0                | 1                | 2                     | 0                     | 0                     | 24    | 1     | 1      |
| Colorado Rapids Estados Unidos | Total club    | Total club    | 55    | 4     | 4      | 2                | 0                | 1                | 2                     | 0                     | 0                     | 59    | 4     | 5      |
| C. A. Banfield Argentina       | 1.ª           | 2024          | 18    | 0     | 1      | 10               | 2                | 1                | —                     | —                     | —                     | 28    | 2     | 2      |
| C. A. Banfield Argentina       | Total club    | Total club    | 18    | 0     | 1      | 10               | 2                | 1                | 0                     | 0                     | 0                     | 28    | 2     | 2      |
| Panserraikos · Grecia          | 1.ª           | 2024-25       | 9     | 1     | 1      | —                | —                | —                | —                     | —                     | —                     | 9     | 1     | 1      |
| Panserraikos · Grecia          | Total club    | Total club    | 9     | 1     | 1      | 0                | 0                | 0                | 0                     | 0                     | 0                     | 9     | 1     | 1      |
| Total carrera                  | Total carrera | Total carrera | 91    | 6     | 6      | 13               | 2                | 2                | 2                     | 0                     | 0                     | 106   | 8     | 8      |
| 1. 2.                          |               |               |       |       |        |                  |                  |                  |                       |                       |                       |       |       |        |

## Vida personal
Braian viene de una familia con tradición futbolista, su padre Omar fue jugador de San Martín de Tucumán, su tío Pablo vistió la camiseta del Barcelona de Ecuador y tiene un primo jugando en Bolivia.